# 12142 Franklow
12142 Franklow eller 4624 P-L är en asteroid i huvudbältet som upptäcktes den 24 september 1960 av den nederländsk-amerikanske astronomen Tom Gehrels och det nederländska astronomparet Ingrid van Houten-Groeneveld och Cornelis Johannes van Houten vid Palomarobservatoriet. Den är uppkallad efter fysikern Frank J. Low.
Asteroiden har en diameter på ungefär 9 kilometer.